# Carex zhonghaiensis
Espèce
Classification phylogénétique
Carex zhonghaiensis est une espèce de plantes du genre Carex et de la famille des Cyperaceae.